# Новодружеский
Новодружеский (бел. Навадружаскі) — посёлок в Носовичском сельсовете Добрушского района Гомельской области Республики Беларусь.

## География
В 11 км на юг от районного центра Добруш и железнодорожной станции в этом городе.

## Транспортная система
Транспортная связь по просёлочной, а затем по автодороге Васильевка — Добруш. В посёлке 8 жилых домов (2004 год). Планировка состоит из короткой прямолинейной улицы, с ориентацией с юго-запада на северо-восток, к ней с юга примыкает другая улица. Застройка двухсторонняя, деревянными домами усадебного типа.

## История
Посёлок основан в начале XX века переселенцами с соседних деревень. В 1926 году в Носовичском сельсовете Носовичского района Гомельского округа. В 1930 году жители посёлка вступили в колхоз.
Во время Великой Отечественной войны в сентябре 1943 года оккупанты сожгли посёлок.
В 1959 году деревня в составе племзавода «Носовичи» с центром в деревне Носовичи.

## Население

### Численность
- 2004 год — 8 дворов, 12 жителей

### Динамика
- 1926 год — 23 двора, 142 жителя
- 1940 год — 28 дворов
- 1959 год — 142 жителя (согласно переписи)
- 2004 год — 8 дворов, 12 жителей